# Weingarten 5 (Quedlinburg)

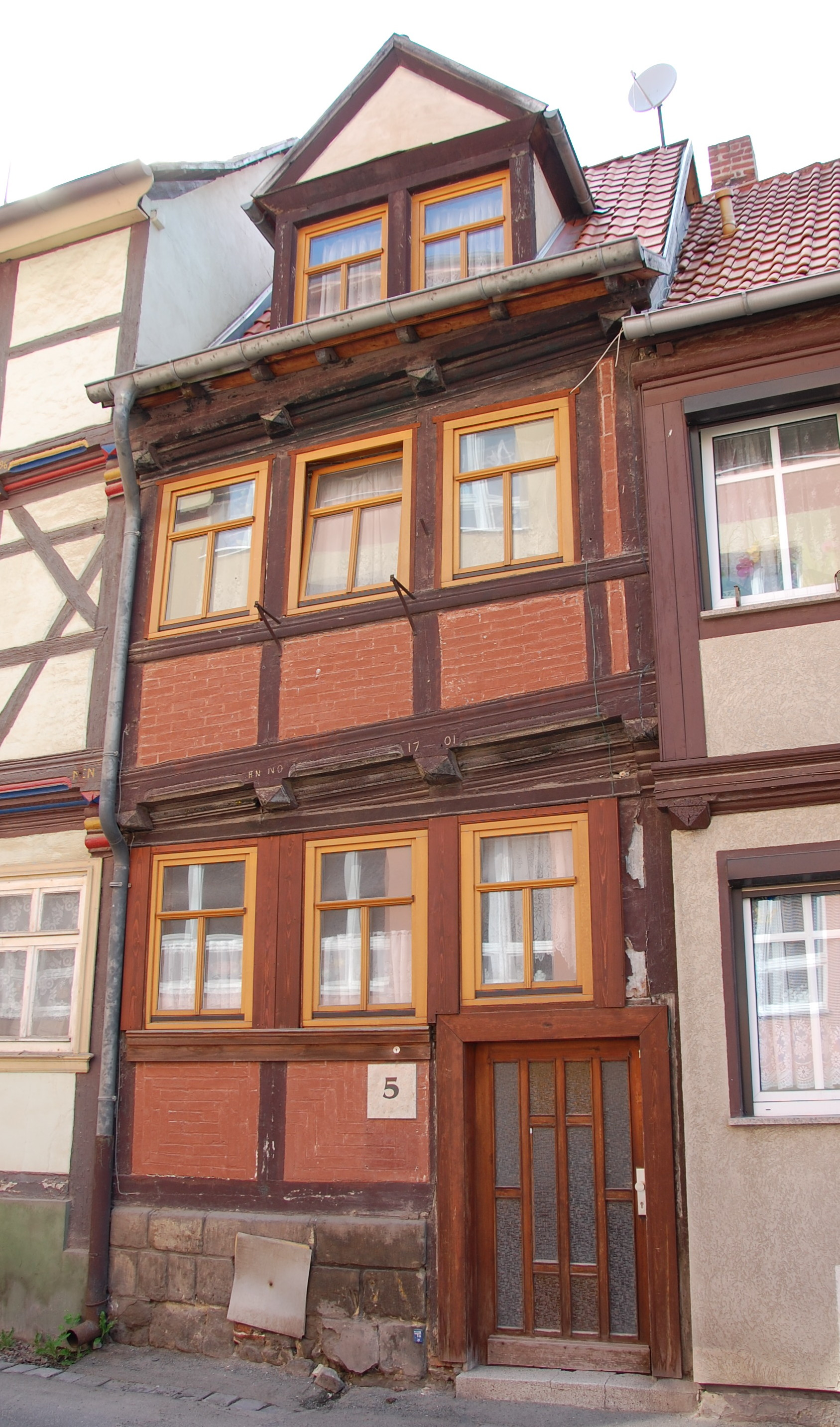
Haus Weingarten 5

Das Haus Weingarten 5 ist ein denkmalgeschütztes Gebäude in der Stadt Quedlinburg in Sachsen-Anhalt.

## Lage
Es befindet sich am Westrand der historischen Quedlinburger Altstadt auf der Westseite der Straße Weingarten und gehört zum UNESCO-Weltkulturerbe. Im Quedlinburger Denkmalverzeichnis ist es als Wohnhaus eingetragen. Südlich grenzt das gleichfalls denkmalgeschützte Haus Weingarten 4 an.

## Architektur und Geschichte
Das zweigeschossige, barocke Fachwerkhaus entstand nach einer an der Stockschwelle befindlichen Datierung im Jahr 1701. Der nur vier Gebinde breite Bau weist an seinem Fachwerk ein profiliertes Brüstungsholz auf. Die Gefache sind mit Ziegelsteinen ausgemauert.